# Landman (Kazajistan)
Landman - (kaz. Ландман), (en ruso: Ландман) es una localidad en el distrito de Altái, en la región de Kazajistán Oriental, que históricamente fue un asentamiento alemán. La primera mención de este lugar data de 1895. Su nombre, Landmann (en alemán), se traduce como “agricultor”. Forma parte del distrito rural de Maleievski y está ubicado en la orilla derecha del río Beriózovka, al noreste de la ciudad de Altái, el centro del distrito. El código KATO es 634833300.

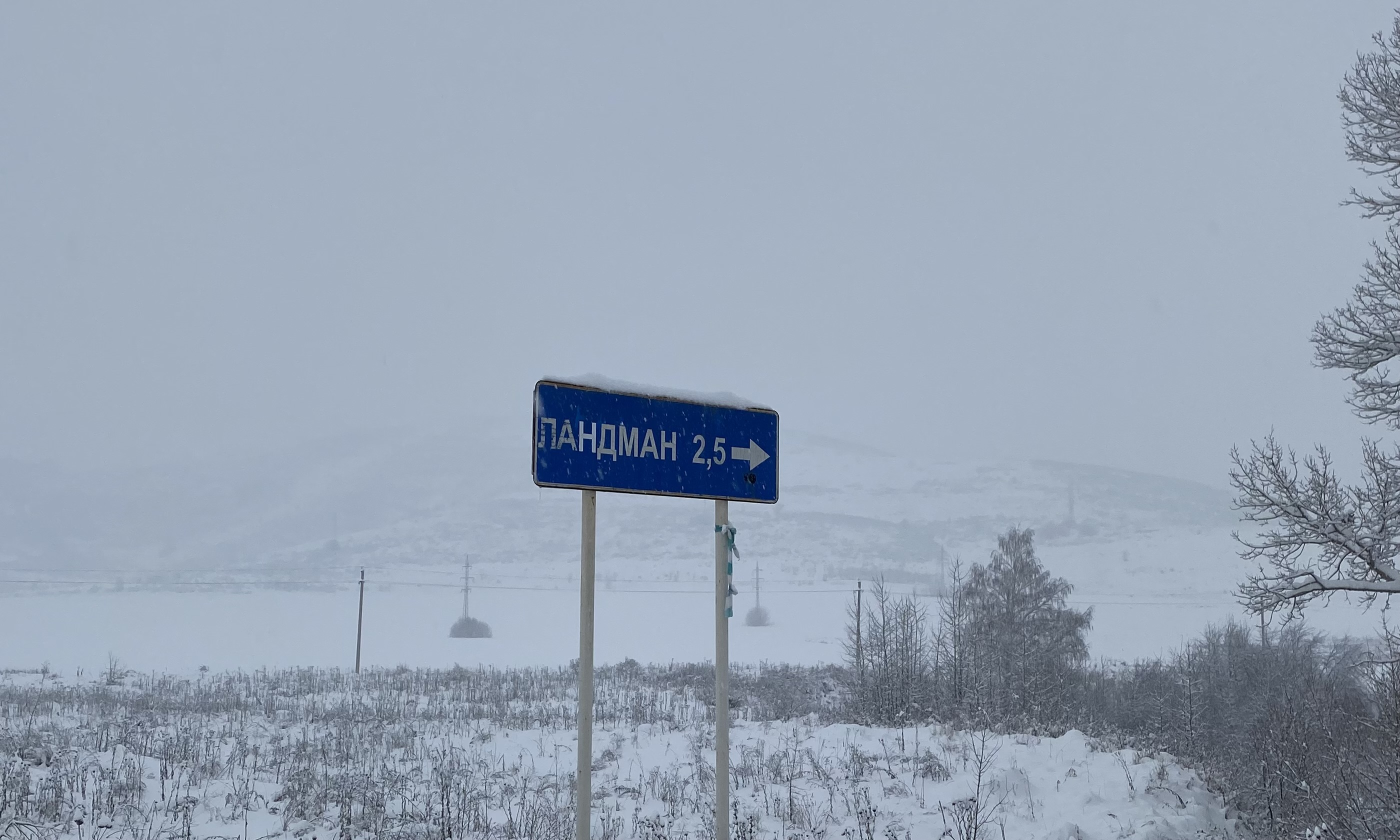
Landman

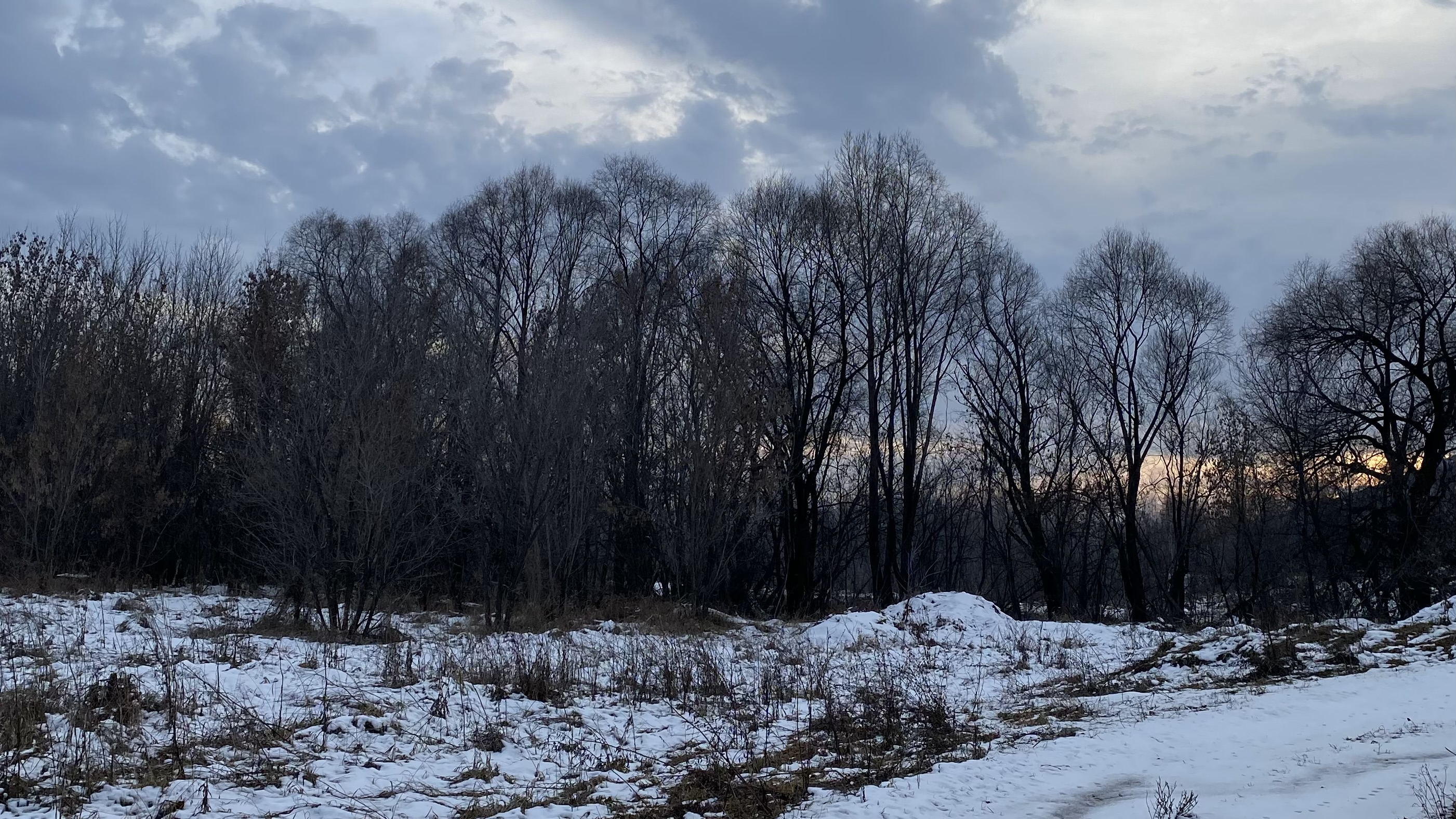
Landman

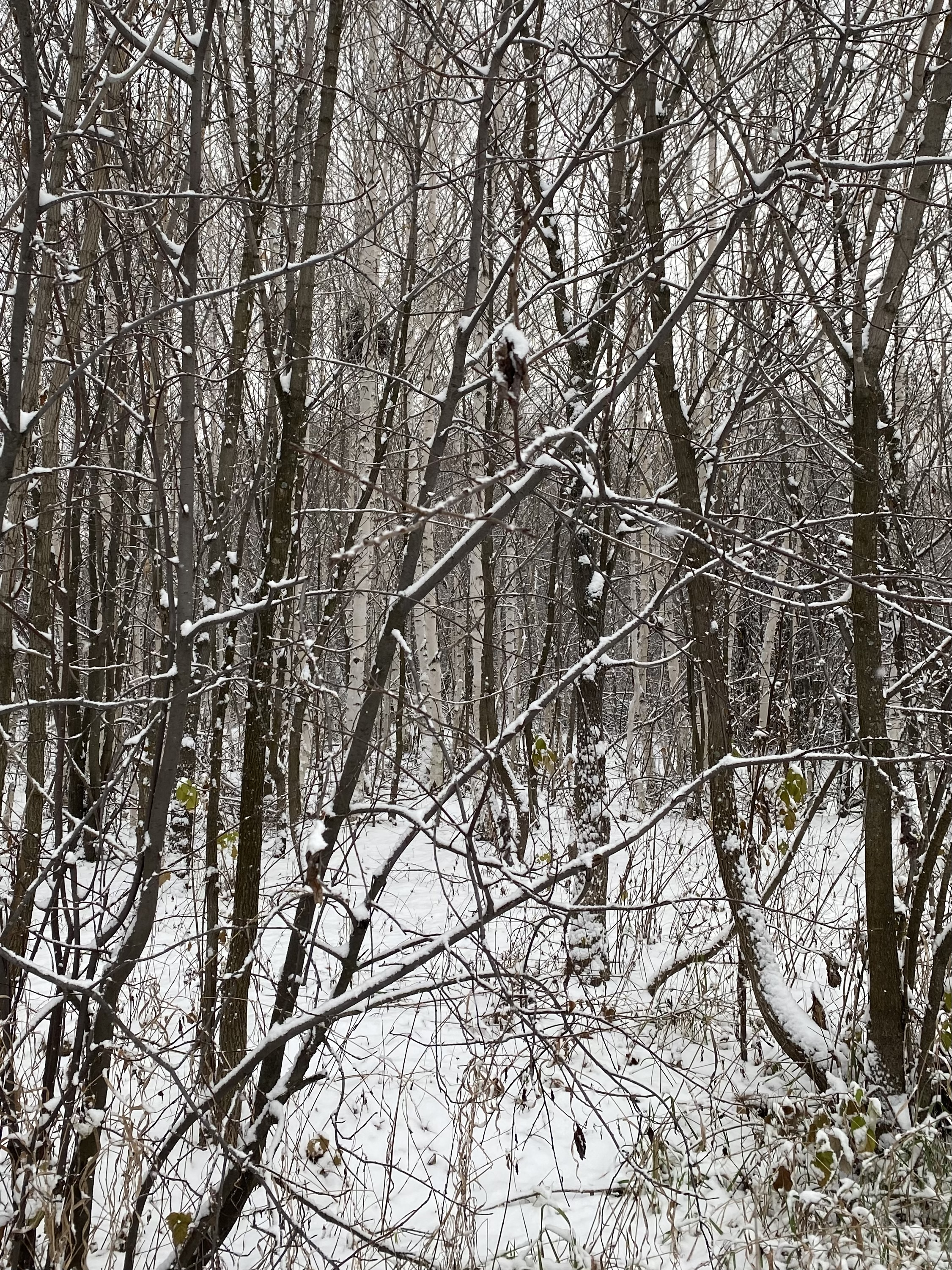
Landman

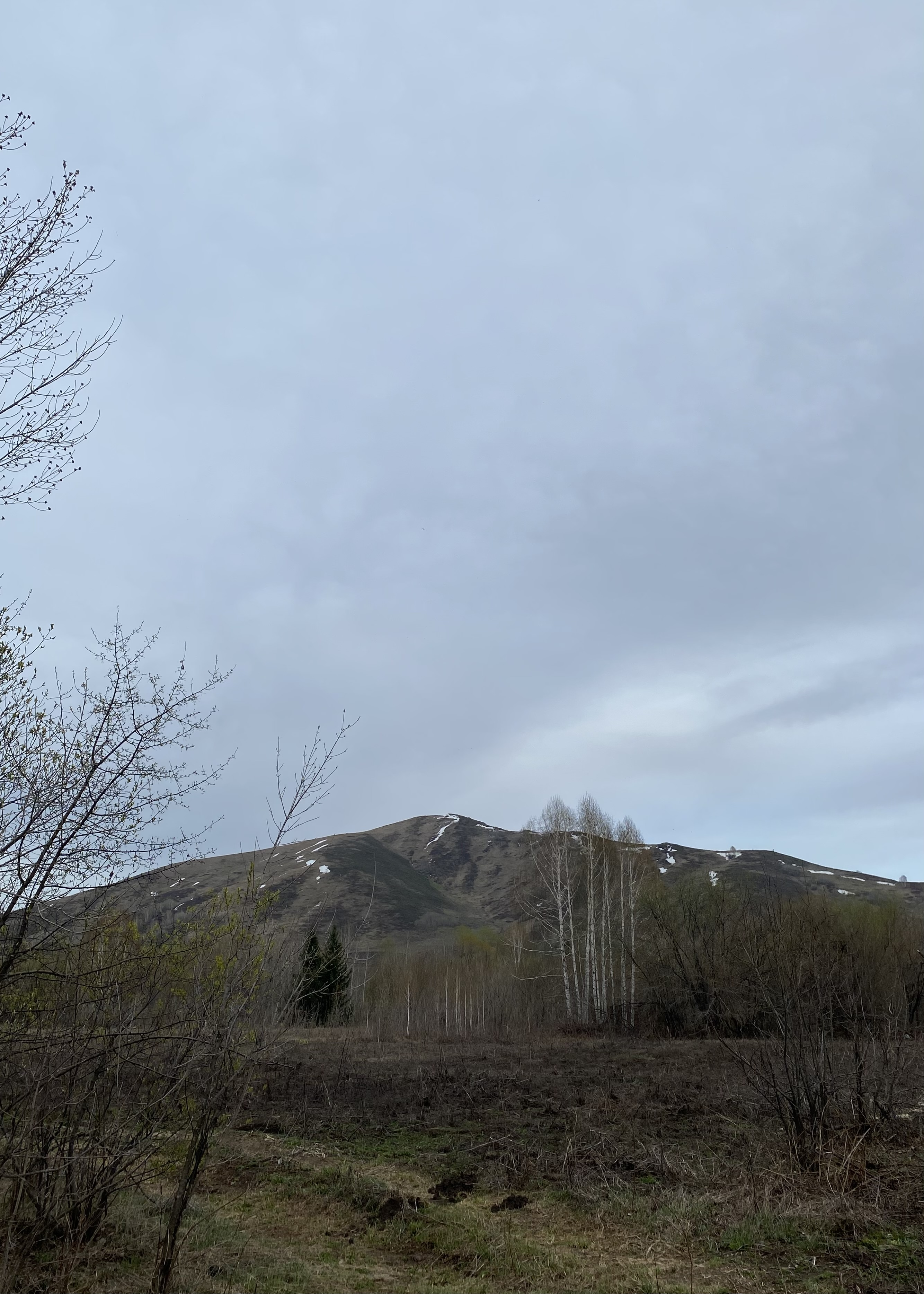
La montaña Revniuja

## Historia
Landman fue fundado por colonos alemanes a finales del siglo XIX. A lo largo de los años, la localidad ha sido testigo de diversas transformaciones sociales, económicas y políticas. En el período de 1895 a 1916, la población alemana en el pueblo era significativa. Muchos de los habitantes eran campesinos que se dedicaban a la agricultura.

## Economía y agricultura
A lo largo de los años, la agricultura fue la principal actividad económica de Landman. En sus vastos campos se cultivaban cereales, además de producir hortalizas y frutas en invernaderos, tales como pepinos y sandías. También existían empresas de selección de cultivos que realizaban experimentos agrícolas.
El pueblo contaba con un club, una tienda de productos y un puesto médico, que satisfacían las necesidades básicas de los habitantes. La “Escuela Landman” ofrecía educación en cuatro grados, y la mayoría de los residentes trabajaban en el “Sovjoz Beriózovski, en la división No. 2”. En este sovjoz se cultivaban manzanas, cerezas y otros árboles frutales.
El cambio de nombre de la calle “Sovietskaia” a “Sadovaia”. (calle del Jardín) refleja la importancia de la horticultura en la historia de Landman. Sin embargo, después del colapso del sovjoz en la década de 1990, muchas de las instituciones como el club y el puesto médico dejaron de operar.

## Transporte e infraestructura
Durante mucho tiempo, Landman tuvo una parada de autobús que conectaba al pueblo con otras localidades cercanas. Sin embargo, con el desarrollo de la infraestructura y la disminución de la demanda de transporte público, el servicio de autobuses cesó.
Hasta 2013, Landman formaba parte del desaparecido distrito rural de Beriózovski.
En los años 2020/2021, se construyó una estación modular de bloques (BMS) para el suministro de agua potable en el pueblo.

## Libros y relatos
En los archivos históricos de Iván I. Schellenberg. se menciona la llegada de los alemanes a Siberia, incluidos los pueblos como “Landman” desde 1736.

## Población
Desde los años 1940, el pueblo ha sido hogar de una importante comunidad alemana, junto con algunos rusos y ucranianos. Los documentos de archivo sobre los habitantes de Landman se pueden encontrar en fuentes como el CPSU. el GAA de VKO. la base de datos “Víctimas del Terror Político en la URSS”. el Centro “Nombres Recuperados”. en Nizhni Tagil y el “Libro de la Memoria de los Alemanes Soviéticos - Prisioneros del Tagilag”.La población alemana fue prominente en la región, especialmente entre 1895 y 1916, con 17 alemanes. documentados en esa época.

## Paisaje y naturaleza
Una de las características únicas de Landman es su paisaje pintoresco. La calle principal, Sadovaia, ofrece vistas al bosque y al río Beriózovka. La vegetación abundante genera un aroma inconfundible, y en la temporada de verano, los residentes se dedican a la apicultura.
La montaña Revniuja, que debe su nombre a la abundante vegetación, ha sido una fuente de recolección de ruibarbo por parte de los habitantes del pueblo.